# Lyceum Club Femenino
El Lyceum Club Femenino fue una asociación de mujeres española que funcionó en Madrid entre los años 1926 y 1939. Entre el importante número de socias puede destacarse a su impulsora y presidenta, María de Maeztu. Tuvo su primera sede en la madrileña Casa de las Siete Chimeneas.

## Antecedentes internacionales
Fue fundado en 1926, por un centenar de mujeres de ámbitos culturales ilustrados, siguiendo el ejemplo del primer lyceum creado en 1904 en Londres por la escritora británica Constance Smedley-Armfield.
El objetivo del lyceum era la defensa de los intereses de la mujer, al tiempo que les facilitaba un lugar de encuentro y promovía el desarrollo educativo, cultural y profesional de las mujeres, así como facilitaba la organización de obras de carácter social. Pronto surgieron clubes similares en Berlín, París, Bruselas, Nueva York, Roma, La Haya y otras ciudades del mundo. En 1908 se organizó una federación internacional de estas entidades. El club era aconfesional y apolítico, y la admisión como socia estaba restringida a mujeres que hubieran realizado trabajos literarios, artísticos o científicos, participado en causas sociales o poseyeran títulos académicos.

## Constitución en España
Si bien desde un principio algunas cofundadoras abogaban por un club mixto, finalmente fue un espacio exclusivo para mujeres. La participación de los hombres se restringía a asistir a conferencias y estar en el salón de té.Se basaba en los Estatutos de Londres, que fueron aprobados por la asociadas.
El club español estaba formado por mujeres de la élite sociocultural del país que por su ambiente familiar tenían un elevado nivel de educación, interés por la cultura y tiempo para desarrollar actividades. Esta asociación contaba en el momento de su fundación con 115 asociadas. Fue también llamado 'el club de las maridas', porque en ella confluyeron varias esposas de personajes de la época, especialmente de las élites intelectuales.
Tenía secciones de Literatura, Música, Artes Plásticas e industriales, Internacional, Hispanoamérica, Ciencias y Social. Los objetivos generales del club se concretaron en defender los intereses morales y materiales de la mujer, desarrollando las iniciativas económicas, científicas y artísticas; fomentar el espíritu colectivo, facilitando el intercambio de ideas y la compenetración de sentimientos; organizar obras de carácter social, celebrar conferencias, etc.
En 1931 se creó el Lyceum Club de Barcelona convirtiéndose en un espacio de confluencia para destacadas escritoras catalanas como Aurora Bertrana o Carmen Montoriol.

## Organización

### Junta
La presidencia la ostentó María de Maeztu. Las vicepresidentas eran Victoria Kent e Isabel Oyarzábal. La secretaría recayó en Zenobia Camprubí. Amalia Galárraga era la tesorera, Helen Phillips la vicesecretaria y María Martos de Baeza la bibliotecaria.
También participaron Margarita Nelken, María Lejárraga, Carmen Baroja, Ernestina de Champourcín, Concha Méndez, María Teresa León, Elena Fortún, Mabel Rick Pérez de Ayala... La presidencia honorífica la ostentaban la reina Victoria Eugenia y la duquesa de Alba.

### Socias

Caricaturas de Damas del Lyceum, realizadas por Bon, 1927

En 1927, un año después de su fundación, el número de socias se había quintuplicado. El acceso a la condición de miembro del club no venía restringido por motivos ideológicos. Las mujeres podían ser socias si habían cursado estudios superiores o si se habían destacado como escritoras, artistas, o intelectuales. También podían pertenecer aquellas que habían participado en obras sociales. Como el acceso a los estudios estaba limitado de hecho a las personas de clase media y alta, este grupo predominaba en el club. Entre las socias no había tampoco restricción por estado civil u orientación sexual, incluyéndose algunas mujeres abiertamente lesbianas, como era el caso de Victorina Durán. En 1930, de cerca de 500 socias, 475 estaban casadas.
Fueron asociadas al Lyceum Club, entre otras, Carmen Baroja, Matilde Calvo Rodero, Clara Campoamor, Zenobia Camprubí, Ernestina de Champourcín, María de Maeztu, Victorina Durán, Elena Fortún, Amalia Galárraga, Matilde Huici, Victoria Kent, María Lejárraga, María Teresa León, Concha Méndez, María Luisa Navarro Margati, Margarita Nelken, Isabel Oyarzábal, Helen Phillips, Mabel Rick, Rosario Lacy, Pura Maortua, Carmen Gallardo Martín-Gamero, María Martos Arregui O'Neil, María del Mar Terrones Villanueva, Carmen Monné, María Francisca Clar Margarit, Julia Iruretagoiena, Rosa Spottorno, Matilde Muñoz Barbieri y la pediatra Nieves González Barrio.
Entre estas mujeres hubo algunas de las integrantes de la generación del 27, como Ernestina de Champourcín, Teresa León y Concha Méndez, también conocidas con el nombre colectivo de Las Sinsombrero. 

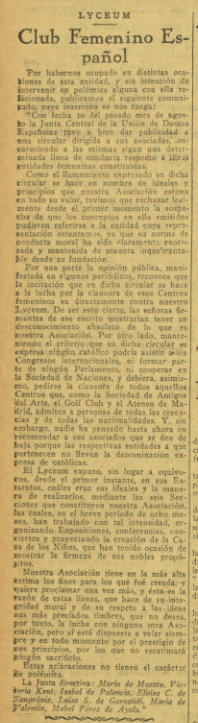
Comunicado publicado en La Nación (Madrid) 23/9/1927

## Actividades
Se organizaban cursillos, conferencias, conciertos, exposiciones, a cargo de intelectuales, personas científicas, artistas nacionales y del extranjero. En 1932 García Lorca leyó su libro inédito Poeta en Nueva York y dio en sus salones la conferencia Imaginación, inspiración y evasión en poesía; también Unamuno leyó su drama Raquel encadenada. Rafael Alberti fue más polémico con su performance "Palomita y galápago (¡No más artríticos!)", sorprendiendo a unos, escandalizando a otros y divirtiendo a los demás. Jacinto Benavente, el día que le invitaron a dar una conferencia en el Lyceum, dijo: "A mí no me gusta hablar a tontas y a locas".
Por su parte, Carmen Monné, esposa de Ricardo Baroja, para recaudar fondos, organizó funciones y rifas de cuadros en su teatro de cámara «El mirlo blanco».
Algunas actividades más significativas fueron los cursillos y Seminarios de Derecho impartidos por Victoria Kent, Matilde Huici y Clara Campoamor, que sirvieron para analizar la situación de las mujeres en el Código Civil y Penal, y presentar después propuestas de reformas al gobierno.
Otra iniciativa interesante fue la "Casa de los niños", institución educativa gratuita para criaturas de mujeres trabajadoras que comenzó en 1929, y también las charlas y conferencias organizadas sobre temas de interés cultural y jurídico, abiertas a toda la sociedad, que tuvieron mucho éxito.

## Desaparición
Con el estallido de la guerra civil española y la derrota y exilio de la República en 1939, se desmanteló el Lyceum, que pasó a ser el "Club Medina", regido por la Sección Femenina.

## Reconocimientos
En 2017 se realizó un homenaje del Ayuntamiento de Madrid y el Ministerio de Educación, Cultura y Deporte con una placa conmemorativa en la Casa de las Siete Chimeneas, con motivo del 90 aniversario de la constitución del Lyceum.Fue un homenaje propuesto en 2014 por las asociaciones Clásicas y Modernas, Mujeres en las Artes Visuales (MAV); Asociación de Mujeres Cineastas y de Medios Audiovisuales (CIMA); Asociación de Mujeres Investigadoras y Tecnólogas (AMIT); y la asociación de arquitectas La Mujer Construye.
En 2018 se representó la obra de teatro en tres actos denominada “El club de las maridas”, interpretada por Mujeres Vecinales.